# Teoria dell'agire comunicativo
Teoria dell'agire comunicativo (Theorie des kommunikativen Handelns) è un saggio di Jürgen Habermas pubblicato nel 1981 in due volumi.
È un'opera riconosciuta come unica in letteratura filosofica per la peculiarità dell'analisi delle diverse tipologie di agire sociale, in cui la comunicazione è studiata come modello di azione sociale.

## Sinossi
Habermas opera una classificazione dell'agire sociale, individuando quattro differenti modelli: teleologico, drammaturgico, regolato da norme e comunicativo.
L'opinione pubblica è considerata un elemento fondamentale per la legittimazione di ogni Stato democratico. Habermas non solo riconosce che la partecipazione è necessaria per il consenso democratico e la legittimazione delle istituzioni politiche, ma soprattutto che essa dipende principalmente dalla struttura comunicativa che si stabilisce: contrappone, perciò, a una "razionalità tecnologica" (una forma di razionalità latente strumentalizzata dal potere politico), una "razionalità discorsiva", cui corrisponde un'organizzazione sociale, che fondandosi sul sistema comunicativo favorisce la formazione di una volontà collettiva alla partecipazione democratica.
Il ricorso alla razionalità ribadisce innanzitutto che ogni problema ha per centro la ragione, dal momento che le soluzioni vengono date e valutate esclusivamente in termini razionali. Parlare di razionalità significa prendere in considerazione la struttura che sostanzia l'agire, ed è solo grazie all'esatta conoscenza di questa che è possibile stabilire i criteri di valutazione e i livelli di valutabilità delle azioni.

## Edizioni
- Jürgen Habermas, Teoria dell'agire comunicativo, traduzione di Paola Rinaudo, Il mulino, Bologna 1986

https://www.worldcat.org/search?q=Theorie+des+kommunikativen+Handelns&fq=&dblist=638&fc=ln:_25&qt=show_more_ln%3A&cookie